# Ліва Абу аль-Фадль аль-Аббас
Ліва Абу аль-Фадль аль-Аббас, або бригада аль-Аббас (араб. كتائب العباس) — шиїтське воєнізоване терористичне угрупування, що діє на території Сирії.
Групування почало проявляти активність у відповідь на осквернення різних святинь, пам'яток і місць поклоніння, скоєних сирійськими повстанцями під час громадянської війни у країні. Надалі співпрацювало з сирійською армією, беручи участь у оборонних діях. Більшість членів угруповання — сирійці, однак присутні бійці і з інших країн, Лівану, Ірану та Іраку.
Захищає сирійські меншини, а також охороняє різні мечеті та інші святині в Дамаску, Алеппо і на деяких інших територіях. За деякими даними, в травні і червні 2013 року в угрупованні стався розкол у зв'язку з питаннями управління і фінансування. Деякі іноземні члени аль-Аббас згодом сформували окремі бригади.